# Јовичић
Јовичић је српско презиме настало од мушког имена Јовица. Значајни људи са овим презименом су:
- Бранко Јовичић (1993), фудбалер
- Зоран Јовичић (1956), председник Светске организације за дијаспору и мањине (ВДМО)
- Зоран Јовичић (1973), фудбалер